# 佐々木明 (造形家)
佐々木 明（ささき あきら、1939年 - ）は日本の造形家、彫刻家。武蔵野美術学校（現武蔵野美術大学）卒。代表作はウルトラマン、ウルトラセブンなど。入間市在住。

## 略歴
1939年長野県生まれ。武蔵野美術学校卒業。特殊美術家の成田亨の後輩にあたる。1964年9月より、円谷特技プロダクションの特撮テレビ映画『ウルトラQ』の美術スタッフとして、制作第1話から参加。主にミニチュアセットを担当した。
続く円谷特技プロ作品『ウルトラマン』、『ウルトラセブン』（ともにTBS）では主役ヒーローであるウルトラマン、ウルトラセブンのマスク（仮面）を制作し、このマスクはのちの「ウルトラシリーズ」に登場する歴代「ウルトラマン」の基本となる造形となった。また、『ウルトラマン』に登場する名敵役宇宙人「バルタン星人」の二代目は佐々木の造形である。佐々木は1982年ごろにもテレビ特番用のバルタン星人を製作したが未使用に終わった。

## おもな作品
『ウルトラQ』（1966年、円谷特技プロ、TBS）
- マンモスフラワー
- ラルゲユウスの足（実物大）
- ゴーガの像

3尺サイズの小型ミニチュアを制作。ゴーガ本体は高山良策が造形。
『ウルトラマン』（1966年、円谷特技プロ、TBS）
- ウルトラマン

成田亨の口頭指示のもと、全身像の1尺模型を制作。これを基に日本初の巨大宇宙人ヒーローのマスク（A・B・Cの三種）を造形。
Cタイプの型は繰り返し複製され、現在でもスタンダードなウルトラマンのマスクとして継承されていて、『ウルトラマン』最終話に登場した「ゾフィー」や、『帰ってきたウルトラマン』（1971年、TBS）の主人公ヒーローである「ウルトラマン」のマスクにも、Cタイプと同じ型から複製されたマスクが使用された。
- マグラー

ネロンガにウレタン製の棘を張り付けた。
- ガボラ

マグラーの刺をとって襟巻を着けた。
- ジラース

襟巻の部分を、東宝から貸与されたゴジラの着ぐるみに装着。
- にせウルトラマン

ウルトラマンの衣装を改造。
- バルタン星人二代目

新規造形。
- ゾフィー

ウルトラマンの衣装を改造。
『ウルトラセブン』（1967年、円谷特技プロ、TBS）
- ウルトラセブン

FRP製のマスクと、肩のプロテクター部分の造形を行なった。胴体スーツの仕上げそのものは他の美術スタッフが担当している。当初、セブンのマスクはアイスラッガーとマスク本体が一体化していたが、番組スタッフの要望により急遽取り外せるよう改造された。この作業には大変苦労したと佐々木は語っている。
『仮面ライダー』（1971年、東映、毎日放送）
- サイクロン号

主人公ヒーロー「仮面ライダー」の乗用するフルカウリングバイク。

## DVD
- ジェネオン『昭和41年ウルトラマン誕生』
- ジェネオン『昭和42年ウルトラセブン誕生』
- ジェネオン『プロジェクト ウルトラセブン』